# Marinussaurus curupira
Marinussaurus curupira is een hagedis uit de familie Gymnophthalmidae.
Marinussaurus curupira werd voor het eerst wetenschappelijk beschreven door Pedro Luiz Vieira Peloso, Katia Cristina Machado Pellegrino, Miguel Trefaut Rodrigues en Fernando Dias de Ávila-Pires in 2011. Het is de enige soort uit het monotypische geslacht Marinussaurus. De hagedis werd voor het eerst ontdekt in een museumcollectie. Er zijn slechts twee exemplaren bekend en beiden zijn mannetjes. 
De geslachtsnaam Marinussaurus betekent 'hagedis van Marinus' en is een eerbetoon aan Marinus Steven Hoogmoed. De soortaanduiding curupira is een verwijzing naar het mythische Braziliaanse wezen Curupira dat voeten heeft die naar achteren gedraaid zijn. Wie zijn spoor volgt, komt altijd bij het begin uit. 
De hagedis heeft een grote kop, een langwerpig lichaam en goed ontwikkelde poten met vijf vingers en tenen. De kopromplengte is maximaal 56 millimeter. De staart is langer dan het lichaam.
Marinussaurus curupira komt endemisch voor in Brazilië.